# Time Is Up
Série
Game of love (Time is up 2)
(2022)
Pour plus de détails, voir Fiche technique et Distribution.
Time Is Up est un film italien réalisé par Elisa Amoruso, sorti en 2021.

## Synopsis
Un accident rapproche Vivien et Roy, que pourtant tout oppose.

## Fiche technique
- Titre : Time Is Up
- Réalisation : Elisa Amoruso
- Scénario : Elisa Amoruso, Patrizia Fiorellini et Lorenzo Ura
- Musique : Alberto Bof
- Photographie : Martina Cocco
- Montage : Irene Vecchio
- Production : Marco Belardi
- Société de production : Leone Film Group, Rai Cinema, Lotus Production et Voltage Pictures
- Pays :  États-Unis
- Genre : Drame
- Durée : 80 minutes
- Dates de sortie : États-Unis : 9 septembre 2021

## Distribution
- Bella Thorne : Vivien
- Benjamin Mascolo (VF : Martin Faliu) : Roy
- Sebastiano Pigazzi (VF : Hugo Brunswick) : Steve
- Emma Lo Bianco (VF : Ivana Coppola) : Sarah
- Roberto Davide : Bryan
- Nikolay Moss : Dylan